# Гавриловская слобода
Гаври́ловская слобода́ — одна из московских слобод. Существовала в XVII веке.
Гавриловская слобода находилась неподалёку от церкви Архангела Гавриила, которая располагалась в районе современного Архангельского переулка между Мясницкой и Покровкой. Так как этот переулок в старину именовался ещё и Котельниковым, можно полагать, что слобода была ремесленной. В 1632 году в ней насчитывалось 62 двора. Церковь Архангела Гавриила впервые упоминается в 1551 году. Тогда она называлась церковью Гавриила архангела «в Мясниках». В 1620 году она именуется как «Гавриила Великого, что на Поганом пруде» и уже тогда является центром Гаврииловской патриаршей слободы. С 1657 года церковь значится уже каменной.
С 1699 года владения в Гавриловской слободе к северу от храма начал скупать любимец Петра I Александр Данилович Меньшиков. К 1705 году он построил новую обширную усадьбу. В 1704 году стоявшую с нею церковь разобрали и уже к 1707 году возвели новую постройку, невиданную в Москве по высоте (81 метр), вошедшую в историю под названием Меньшиковой башни. Новая церковь вызвала пересуды у жителей Москвы, так как была на полторы сажени выше колокольни Ивана Великого. 14 июня 1723 года она загорелась от удара молнии: занялся деревянный шпиль, огонь перекинулся ниже и все 50 колоколов упали, проломив своды. В 1770-е годы церковь была восстановлена.